# Маке, Эмманюэль
Эмманюэль Маке (фр. Emmanuel Maquet) — французский политик, бывший депутат Национального собрания Франции.

## Биография
Родился 2 июня 1968 г. в городе Дьеп (департамент Приморская Сена). По профессии — страховой агент..
В 2001 году избран мэром города-курорта Мер-ле-Бен, впоследствии дважды переизбирался на этот пост, причем в 2014 году был единственным кандидатом на пост мэра. В 2001 году был избран в Генеральный совет департамента Сомма от кантона Ольт. После административной реформы 2015 года был избран в Совет департамента Сомма от кантона Фривиль-Эскарботен, занял пост 3-го вице-президента по вопросам экономического развития.
В 2017 году Эмманюэль Маке стал единым кандидатом блока партий «Республиканцы» и «Союз демократов и независимых» на выборах в Национальное собрание по 3-му избирательному округу департамента Сомма и одержал победу, получив во 2-м туре 60,14 % голосов. После этого он ушел в отставку с поста мэра Мер-ле-Бена и вышел из Совета департамента Сомма. Входил в состав Комиссии по устойчивому развитию и территориальному планированию Национального собрания; стремился внести свой вклад в обеспечение модернизации железнодорожной линии от Абвиля до Э, высказывался против развития ветряных электростанций.
В 2021 году был избран в Совет региона О-де-Франс по «правому списку» Ксавье Бертрана. 
На выборах в Национальное собрание в 2022 году Эмманюэль Маке вновь баллотируется по 3-му округу департамента Сомма и переизбирается депутатом.
На Парламентских выборах 2024 года, назначенных после роспуска президентом Эмманюэлем Макроном Национального собрания 9 июня 2024 года, Эмманюэль Маке вновь баллотировался, но уступил во 2-м туре кандидату партии Национальное объединение Маттиасу Рено.

## Занимаемые должности
23.03.2001 — 16.07.2017 — мэр города Мер-ле-Бен 

28.03.2004 — 29.03.2015 — член Генерального совета департамента Сомма от кантона Ольт 

02.04.2015 — 26.06.2017 — член Совета департамента Сомма от кантона Фривиль-Эскарботен 

21.06.2017 — 09.06.2024 — депутат Национального собрания Франции от 3-го избирательного округа департамента Сомма 

с 28.06.2021 —  член Совета региона О-де-Франс 